# Margareta Ridderstedt
För antikvarien med samma namn, se Margareta Ridderstedt (textilantikvarie) (född 1942)
Eva Margareta Ridderstedt, född Edström 7 januari 1951, död 22 november 2023, var en svensk operasångare, gift med Dag Ridderstedt och mor till Elsa Ridderstedt.

## Filmografi (urval)
- 1987 – Aida